# Rod Freeman
Rodney Lee "Rod" Freeman (nacido el 5 de noviembre de 1950 en Anderson, Indiana) es un exjugador de baloncesto estadounidense que disputó una temporada en la NBA. Con 2,01 metros de estatura, jugaba en la posición de ala-pívot.

## Trayectoria deportiva

### Universidad
Jugó durante su etapa universitaria con los Commodores de la Universidad de Vanderbilt, siendo elegido en 1971 en el tercer mejor quinteto de la Southeastern Conference tras promediar 15,7 puntos y 4,2 rebotes por partido.

### Profesional
Fue elegido en el puesto 166 del Draft de la NBA de 1973 por Philadelphia 76ers, y también por los Memphis Tams en el Draft de la ABA, fichando por los primeros. Allí jugó una temporada, en la que promedió 3 puntos y 1,5 rebotes por partido.

## Estadísticas de su carrera en la NBA

### Temporada regular
| Temporada | Edad | Equipo             | Liga | Pos. | P  | TIT | MIN | TC  | TCA | %TC  | 3P | 3PA | %3P | TL  | TLA | %TL  | R.OF. | R.DEF. | REB | ASIS | ROB | TAP | PER | FP  | PTS |
| 1973-74   | 23   | Philadelphia 76ers | NBA  | SF   | 35 |     | 7.6 | 1.1 | 2.9 | .379 |    |     |     | 0.8 | 1.2 | .683 | 0.6   | 0.9    | 1.5 | 0.4  | 0.3 | 0.0 |     | 1.2 | 3.0 |
| Total     |      |                    | NBA  |      | 35 |     | 7.6 | 1.1 | 2.9 | .379 |    |     |     | 0.8 | 1.2 | .683 | 0.6   | 0.9    | 1.5 | 0.4  | 0.3 | 0.0 |     | 1.2 | 3.0 |